# Transmisión de COVID-19
La COVID-19 es una enfermedad nueva causada por el virus SARS-CoV-2, y muchos de los detalles de su transmisión aún están bajo investigación. Se cree que el virus se propaga principalmente a través de microgotas producidas cuando una persona infectada tose, estornuda o habla. El distanciamiento físico y el uso de mascarillas de tela, mascarillas quirúrgicas, mascarillas en general, u otras coberturas faciales, son formas de controlar la transmisión de gotas. Es posible que una persona pueda contraer COVID-19 a través de contacto indirecto al tocar una superficie u objeto contaminado y luego tocándose la boca, la nariz o posiblemente los ojos, aunque no se cree que esta sea la forma principal de propagación del virus. Los besos, la intimidad física y otras formas de contacto directo pueden transmitir fácilmente el virus y, por lo tanto, provocar COVID-19 en las personas expuestas a dicho contacto.
La transmisión aérea también puede ocurrir a través de aerosoles., gotitas más pequeñas que pueden permanecer suspendidas en el aire por períodos de tiempo más largos. Algunos procedimientos médicos realizados en pacientes con COVID-19 en centros de salud generan aerosoles y son una causa de transmisión. No se puede descartar la transmisión de aerosoles de corto alcance en lugares interiores abarrotados y con ventilación inadecuada, como restaurantes y clubes nocturnos, aunque su importancia en la propagación general de enfermedades es objeto de debate.
Actualmente no hay evidencia significativa de transmisión del virus de la COVID-19 a través de heces, orina, leche materna, alimentos, aguas residuales, agua potable o animales vectores de enfermedades. Asimismo, no es muy probable que se transfiera de la madre al feto durante el embarazo, ni se tiene constancia de que un bebé se haya contagiado del SARS-CoV-2 a través de la leche materna (véase más en COVID-19 en el embarazo); no obstante, actualmente se están realizando investigaciones al respecto y se recomienda tomar precauciones.

## Vías de transmisión

### Microgotas

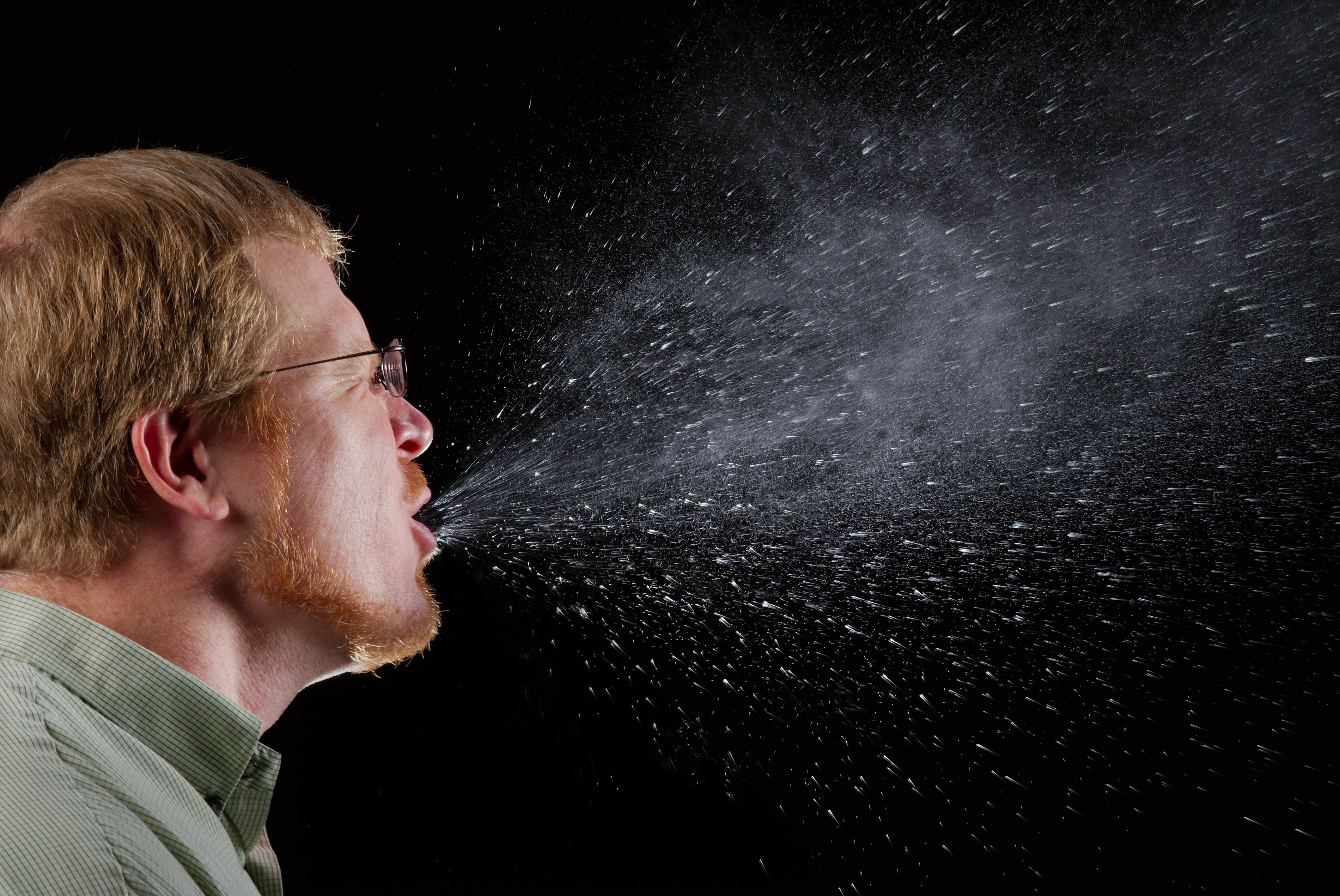
La vía principal de transmisión de la COVID-19 son las microgotas expulsadas por la boca y la nariz cuando una persona estornuda, tose o habla.

El virus de la COVID-19 se transmite principalmente a través de las microgotas que se producen cuando una persona infectada tose, estornuda o habla. Estas gotitas pueden aterrizar en la boca o la nariz de las personas que se encuentran cerca, o posiblemente ser inhaladas hacia los pulmones. La propagación es más probable cuando las personas están en contacto cercano dentro de los dos metros de distancia.
El distanciamiento físico y el uso de mascarillas de tela, mascarillas quirúrgicas, mascarillas en general u otras coberturas faciales, son formas de controlar la transmisión de gotas.  La Organización Mundial de la Salud (OMS) recomienda 1 metro (3,3 pies) de distancia física; la CDC estadounidense recomienda 6 pies (1,8 m).

### Aerosoles
La transmisión aérea también puede ocurrir a través de aerosoles, gotitas más pequeñas que pueden permanecer suspendidas en el aire por períodos de tiempo más largos, especialmente en interiores.

#### Por respiración
Se han informado algunos brotes en lugares interiores abarrotados y con ventilación inadecuada donde las personas infectadas pasan largos períodos de tiempo, como restaurantes y clubes nocturnos. Se desconoce el papel de la transmisión de aerosoles de corto alcance en estos casos. Según la OMS, a julio de 2020, aunque se había encontrado ARN viral en muestras de aire, no se había detectado virus viable; no hubo casos de transmisión a trabajadores de la salud expuestos a casos de COVID-19 cuando se tomaron adecuadamente las precauciones para el contacto y las microgotas; y los estudios experimentales, como uno que encontró virus viables en aerosoles generados usando un nebulizador de chorro de alta potencia, no reflejan las condiciones normales de la tos humana. Sin embargo, ha habido varios casos individuales en los que se transmitió COVID-19 a pesar de que no estaba dada la proximidad necesaria para la transmisión de gotas y donde la transmisión por contacto era poco probable. Estos incluyen una práctica de coro en Washington, un restaurante en Guangzhou y un autobús turístico en Hunan.
La transmisión por aerosol del virus de la COVID-19 fuera de las instalaciones médicas ha sido objeto de controversia, y la OMS inicialmente la consideró insignificante, lo que provocó críticas generalizadas por parte de científicos. En julio de 2020, la OMS cambió su orientación, diciendo que no se puede descartar la transmisión de aerosoles de corto alcance en estas situaciones.

#### Procedimientos médicos

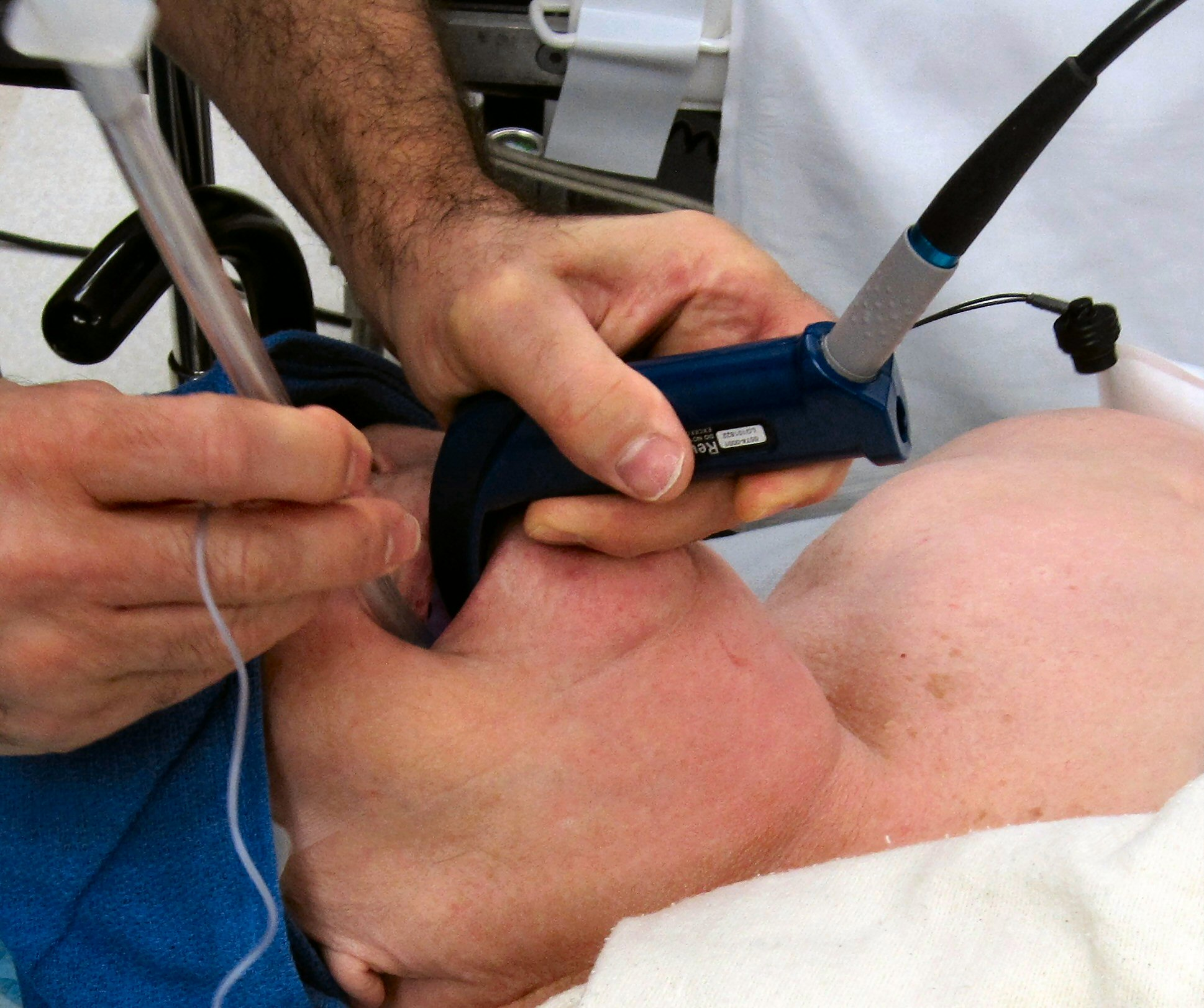
La intubación traqueal es un ejemplo de un procedimiento generador de aerosoles que conlleva un mayor riesgo de transmisión desde un paciente infectado.

Algunos procedimientos médicos realizados en pacientes con COVID-19 en centros de salud son generadores de aerosoles. La OMS recomienda el uso de mascarillas filtrantes como las máscaras N95 o las máscaras FFP2 en entornos donde se realizan procedimientos que generan aerosoles, mientras que la CDC y el Centro Europeo para la Prevención y Control de Enfermedades recomiendan estos controles en todas las situaciones que involucran el cuidado de pacientes con COVID-19.

#### Inodoros
Existe la preocupación de que los aerosoles generados al descargar inodoros contaminados puedan propagar el virus de la COVID-19. La OMS recomienda que las personas sospechadas de o confirmadas con COVID-19 tengan su propio inodoro, y mientras lo descargan la tapa del inodoro debe estar hacia abajo para bloquear tanto las gotas como las nubes de aerosol.

### Contacto directo

#### Intimidad física

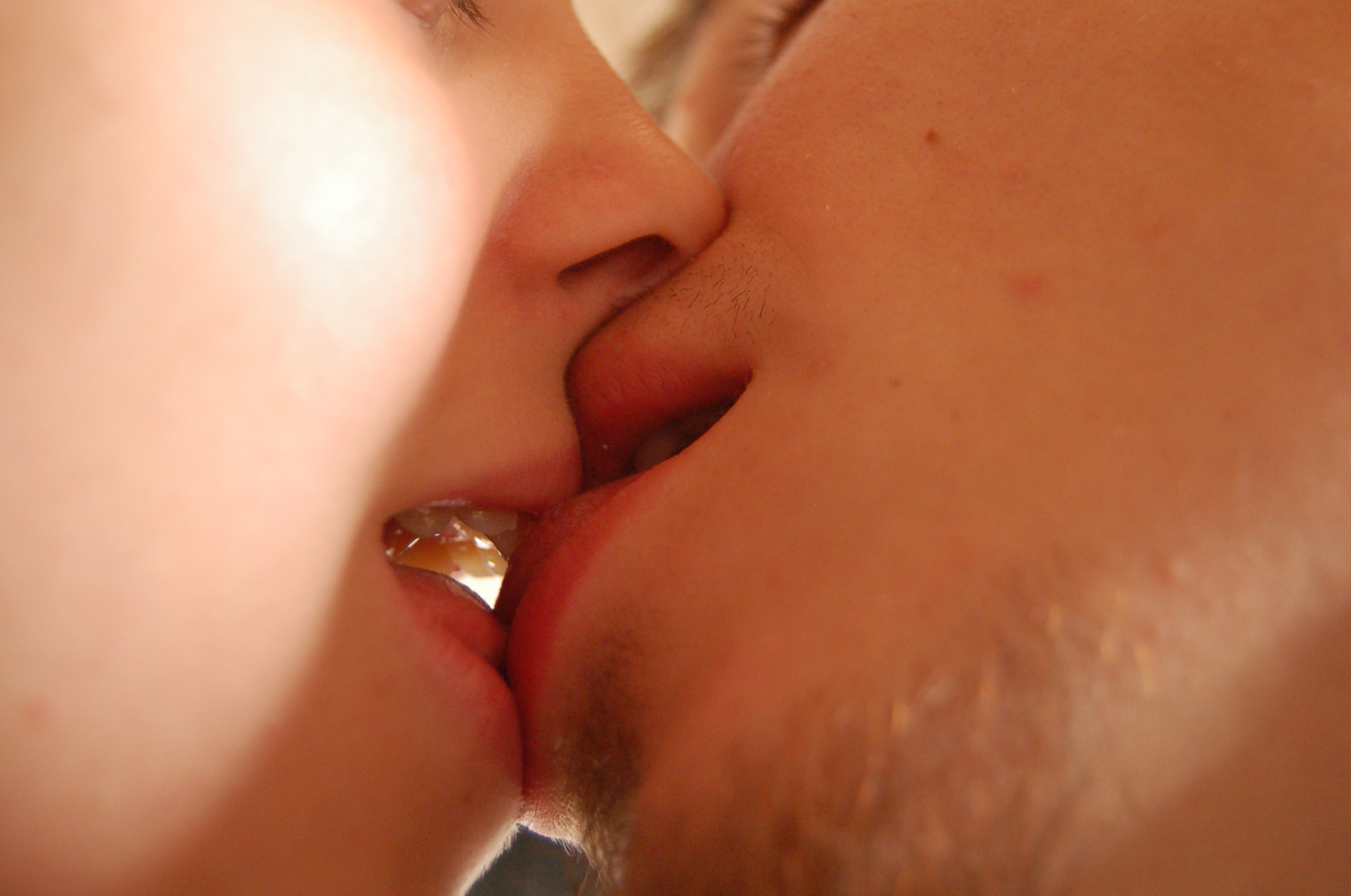
Besar conlleva un alto riesgo de transmisión de COVID-19 debido a los altos niveles de virus en la saliva.

El virus se propaga a través de la saliva y el moco, y los besos pueden transmitir COVID-19 fácilmente. Es posible que el contacto directo con las heces, incluido el anilingus, también provoque la transmisión del virus. Sin embargo, hasta julio de 2020 no se han publicado informes de transmisión de COVID-19 a través de heces u orina. Si bien la COVID-19 no es una infección de transmisión sexual, la intimidad física conlleva un alto riesgo de transmisión debido a la proximidad.
El lavado de manos es una medida contra la transmisión por contacto directo. Otras incluyen evitar los besos y evitar el sexo casual. Durante la intimidad física, se pueden usar métodos como mascarillas, condones o barreras bucales, y se puede practicar la intimidad físicamente distanciada a través de la masturbación mutua o el cibersexo.

#### De madre a hijo
A julio de 2020, no se registraron casos de transmisión de madre a hijo durante el embarazo. Los estudios no han encontrado ningún virus viable en la leche materna.

### Contacto indirecto

#### Objetos y superficies

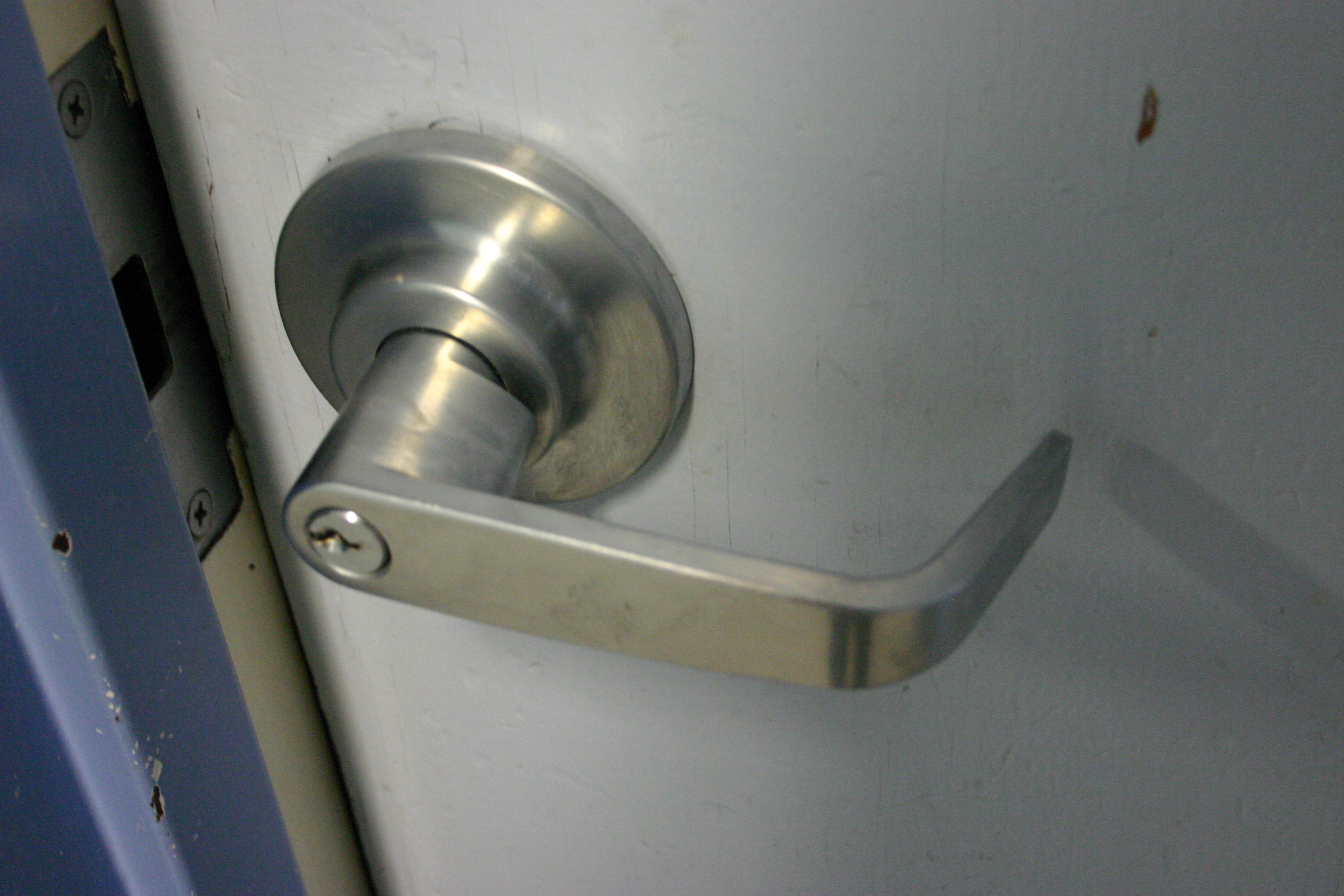
Las superficies que se tocan con frecuencia, como las manijas de las puertas, pueden transmitir COVID-19, aunque no se cree que sea la forma principal de propagación del virus.

Es posible que una persona contraiga COVID-19 al tocar una superficie u objeto que tenga el virus (llamado fómite) y luego tocarse la boca, la nariz o posiblemente los ojos. No se cree que esta sea la forma principal de propagación del virus. En las superficies, la cantidad de virus activo viable disminuye con el tiempo hasta que ya no puede causar infección. Un estudio indicó que el virus de la COVID-19 permanece viable en cartón, cobre y acero inoxidable durante períodos variables de tiempo hasta tres días. No hay evidencia de transmisión por correo postal, monedas o billetes.
El lavado de manos y la limpieza periódica de superficies son medidas contra la transmisión por contacto indirecto a través de fómites. Las superficies se descontaminan fácilmente con desinfectantes domésticos que destruyen el virus fuera del cuerpo humano. Se debe tener en cuenta que los desinfectantes o la lejía no son un tratamiento para la COVID-19 y causan problemas de salud cuando no se usan correctamente, como cuando se usan sobre el cuerpo humano o dentro de él.

#### Alimentos y agua
Actualmente no hay evidencia que respalde la transmisión de COVID-19 asociada con los alimentos.
Si bien se ha encontrado ARN del virus en aguas residuales sin tratar, a mayo de 2020 hay poca evidencia de virus infecciosos en aguas residuales o agua potable.

### Vectores animales
Existe una pequeña cantidad de casos de transmisión de personas a mascotas, incluidos gatos y perros. Otros casos incluyen leones y tigres en un zoológico de Nueva York y visones en granjas en los Países Bajos.  En un entorno de laboratorio, los animales que han demostrado estar infectados incluyen hurones, gatos, hámsteres dorados, macacos Rhesus, macacos cangrejeros, cercopitecos verdes, titíes comunes y perros. Por el contrario, los ratones, los cerdos, las gallinas y los patos no parecen infectarse ni propagar la infección. No hay evidencia de que los insectos vectores de enfermedades, como los mosquitos o las garrapatas, propaguen la COVID-19.
La CDC recomienda que los dueños de mascotas limiten la interacción de su mascota con personas fuera de su hogar. No se recomienda el uso de cubiertas faciales en las mascotas porque cubrir la cara de una mascota podría perjudicarla y no deben desinfectarse con productos de limpieza no aprobados para uso animal. Las personas enfermas con COVID-19 deben evitar el contacto con mascotas y otros animales.
El riesgo de que la COVID-19 se propague de los animales a las personas se considera bajo. Aunque el virus probablemente se originó en murciélagos, la pandemia se mantiene a través de la propagación de persona a persona. Las mascotas no parecen jugar un papel determinante en la propagación de COVID-19, pero hay informes de granjas de visones infectadas que indican que la transmisión a los humanos es una posibilidad.

## Tras vacunarse
La gente vacunada todavía puede transmitir la COVID, aunque es más difícil. Así que los vacunados todavía deben realizar resoluciones preventivas (lavarse las manos con jabón, ponerse mascarilla, mantener la distancia social, etc.) para que la enfermedad no se propague, especialmente hacia gente vulnerable.

## Ritmo reproductivo
La COVID-19 se transmite fácilmente entre personas, más fácil que la gripe pero no tan fácilmente como el sarampión.
Las estimaciones del número de personas infectadas por una persona con COVID-19, el R0, han variado. Las estimaciones iniciales de la OMS de R0 fueron de 1,4-2,5 (promedio de 1,95), sin embargo, una revisión de principios de abril de 2020 encontró que el R0 básico (sin medidas de control) se ubicaba más alto en 3,28 y el R0 medio en 2,79.
Se puede controlar la fuente de infección para inhibir parcialmente la propagación.

## Duración de la transmisibilidad
Las personas son más infecciosas cuando muestran síntomas, incluso si estos son leves o no específicos, pero pueden ser infecciosas hasta dos días antes de que aparezcan los síntomas. Permanecen infecciosas un estimado de entre siete y doce días en los casos moderados y un promedio de dos semanas en los casos graves. La investigación ha indicado que la carga viral alcanza su punto máximo alrededor del día de la aparición de los síntomas y disminuye después, según lo medido por estudios de ARN.
La posibilidad de transmisión desde casos completamente asintomáticos no está clara. Una revisión de junio de 2020 encontró que entre el 40 % y el 45 % de las personas infectadas son asintomáticas.